# Società Sportiva Gualdo 1999-2000
Questa pagina raccoglie le informazioni riguardanti la Società Sportiva Gualdo nelle competizioni ufficiali della stagione 1999-2000.

## Rosa
| N. |                   | Ruolo | Calciatore          |
| -- | ----------------- | ----- | ------------------- |
|    | Italia (bandiera) | D     | Salvatore Amaranti  |
|    | Italia (bandiera) | C     | Salvadore Bacci     |
|    | Italia (bandiera) | C     | Roberto Balducci    |
|    | Italia (bandiera) | D     | Davide Barni        |
|    | Italia (bandiera) | C     | Lorenzo Battisti    |
|    | Italia (bandiera) | C     | Davide Campofranco  |
|    | Italia (bandiera) | D     | Massimo Costantini  |
|    | Italia (bandiera) | A     | Raffaele Costantino |
|    | Italia (bandiera) | C     | Antonio Di Meo      |
|    | Italia (bandiera) | D     | Mattia Esposito     |
|    | Italia (bandiera) | P     | Luca Formica        |
|    | Italia (bandiera) | D     | Alessandro Gola     |
|    | Italia (bandiera) | C     | Andrea Lacchi       |
|    | Italia (bandiera) | D     | Zoran Luzi          |
|    | Italia (bandiera) | D     | Manuel Marcuz       |
|    | Italia (bandiera) | D     | Marco Mengucci      |

| N. |                   | Ruolo | Calciatore         |
| -- | ----------------- | ----- | ------------------ |
|    | Italia (bandiera) | C     | Andrea Meranda     |
|    | Italia (bandiera) | A     | Francesco Micciola |
|    | Italia (bandiera) | A     | Giancarlo Pantano  |
|    | Italia (bandiera) | P     | Nicola Pavarini    |
|    | Italia (bandiera) | A     | Luca Pellegrini    |
|    | Italia (bandiera) | A     | Alonso Piola       |
|    | Italia (bandiera) | C     | David Ricci        |
|    | Italia (bandiera) | D     | Leonardo Rosati    |
|    | Italia (bandiera) | C     | Emanuel Rovaris    |
|    | Italia (bandiera) | A     | Giampaolo Saurini  |
|    | Italia (bandiera) | P     | Marco Savorani     |
|    | Italia (bandiera) | D     | Antonio Sconziano  |
|    | Italia (bandiera) | C     | Salvatore Tedesco  |
|    | Italia (bandiera) | C     | Davide Tedoldi     |
|    | Italia (bandiera) | C     | Fabio Tega         |

## Risultati

### Campionato

#### Girone di andata
| 5 settembre 1999 1ª giornata | Gualdo | 2 – 1 | Atletico Catania |  |

| 12 settembre 1999 2ª giornata | Arezzo | 3 – 1 | Gualdo |  |

| 19 settembre 1999 3ª giornata | Gualdo | 2 – 2 | Ascoli |  |

| 26 settembre 1999 4ª giornata | Fidelis Andria | 0 – 0 | Gualdo |  |

| 3 ottobre 1999 5ª giornata | Palermo | 3 – 1 | Gualdo |  |

| 10 ottobre 1999 6ª giornata | Gualdo | 1 – 1 | Juve Stabia |  |

| 17 ottobre 1999 7ª giornata | Nocerina | 1 – 0 | Gualdo |  |

| 24 ottobre 1999 8ª giornata | Gualdo | 1 – 0 | Ancona |  |

| 7 novembre 1999 9ª giornata | Viterbese | 1 – 1 | Gualdo |  |

| 14 novembre 1999 10ª giornata | Gualdo | 0 – 0 | Sporting Benevento |  |

| 21 novembre 1999 11ª giornata | Gualdo | 0 – 1 | Castel di Sangro |  |

| 28 novembre 1999 12ª giornata | Avellino | 2 – 1 | Gualdo |  |

| 5 dicembre 1999 13ª giornata | Gualdo | 0 – 0 | Lodigiani |  |

| 12 dicembre 1999 14ª giornata | Crotone | 3 – 0 | Gualdo |  |

| 19 dicembre 1999 15ª giornata | Gualdo | 2 – 1 | Catania |  |

| 23 dicembre 1999 16ª giornata | Giulianova | 2 – 1 | Gualdo |  |

| 6 gennaio 2000 17ª giornata | Gualdo | 1 – 3 | Marsala |  |

#### Girone di ritorno
| 9 gennaio 2000 18ª giornata | Atletico Catania | 0 – 3 | Gualdo |  |

| 15 gennaio 2000 19ª giornata | Gualdo | 3 – 1 | Arezzo |  |

| 23 gennaio 2000 20ª giornata | Ascoli | 1 – 1 | Gualdo |  |

| 30 gennaio 2000 21ª giornata | Gualdo | 1 – 1 | Fidelis Andria |  |

| 6 febbraio 2000 22ª giornata | Gualdo | 0 – 0 | Palermo |  |

| 13 febbraio 2000 23ª giornata | Juve Stabia | 3 – 0 | Gualdo |  |

| 27 febbraio 2000 24ª giornata | Gualdo | 0 – 0 | Nocerina |  |

| 5 marzo 2000 25ª giornata | Ancona | 2 – 0 | Gualdo |  |

| 12 marzo 2000 26ª giornata | Gualdo | 2 – 0 | Viterbese |  |

| 19 marzo 2000 27ª giornata | Sporting Benevento | 1 – 1 | Gualdo |  |

| 2 aprile 2000 28ª giornata | Castel di Sangro | 3 – 2 | Gualdo |  |

| 9 aprile 2000 29ª giornata | Gualdo | 0 – 0 | Avellino |  |

| 16 aprile 2000 30ª giornata | Lodigiani | 3 – 1 | Gualdo |  |

| 22 aprile 2000 31ª giornata | Gualdo | 1 – 1 | Crotone |  |

| 30 aprile 2000 32ª giornata | Catania | 3 – 2 | Gualdo |  |

| 7 maggio 2000 33ª giornata | Gualdo | 1 – 1 | Giulianova |  |

| 14 maggio 2000 34ª giornata | Marsala | 3 – 2 | Gualdo |  |